# Blaupunktrochen
Der Blaupunktrochen (Taeniura lymma) ist eine Fischart aus der Gattung der Fleckenstechrochen (Taeniura) in der Familie der Stechrochen (Dasyatidae).

## Aussehen
Blaupunktrochen erreichen eine Körperlänge von 70 cm. Der nahezu kreisrunde, linsenförmige Körper ist, wie bei allen Rochen, stark abgeflacht. Sie verfügen über einen pfeilförmigen Schwanz, der so lang ist wie der Körper. In diesem Schwanz sind die beiden Giftstacheln untergebracht. Auf der gelblichen Oberseite der Tiere befinden sich die namensgebenden blauen Punkte, die auf dem Schwanz in blaue Streifen übergehen. Zur Tarnung sind die Tiere in der Lage, die Intensität der auffälligen blauen Markierungen zu regulieren. Die Unterseite ist ebenfalls gelblich, jedoch mit weißen Flecken.

## Verbreitung
Blaupunktrochen leben im Roten Meer und im indopazifischen Raum bis nach Japan und Australien.

## Lebensraum
Blaupunktrochen sind typische Bewohner von Korallenriffen. Dort bevorzugen sie weiche Sandböden auf dem Sandplateau und die Höhlen im Riff. Sie graben sich zur Tarnung in den Sand ein. Die Tiere sind auch häufig auf dem Riffdach anzutreffen, wo sie sich im flachen Wasser in der Sonne aufwärmen. Blaupunktrochen leben zwischen der Meeresoberfläche und Wassertiefen von bis zu 40 m.

## Ernährung
Die Tiere suchen ihre Nahrung, die aus Weichtieren, Garnelen und Würmern besteht, in der Nacht oder bei Flut.

## Fortpflanzung
Blaupunktrochen sind ovovivipar (lebendgebärend). In einem Wurf sind es bis zu sieben Jungtiere.

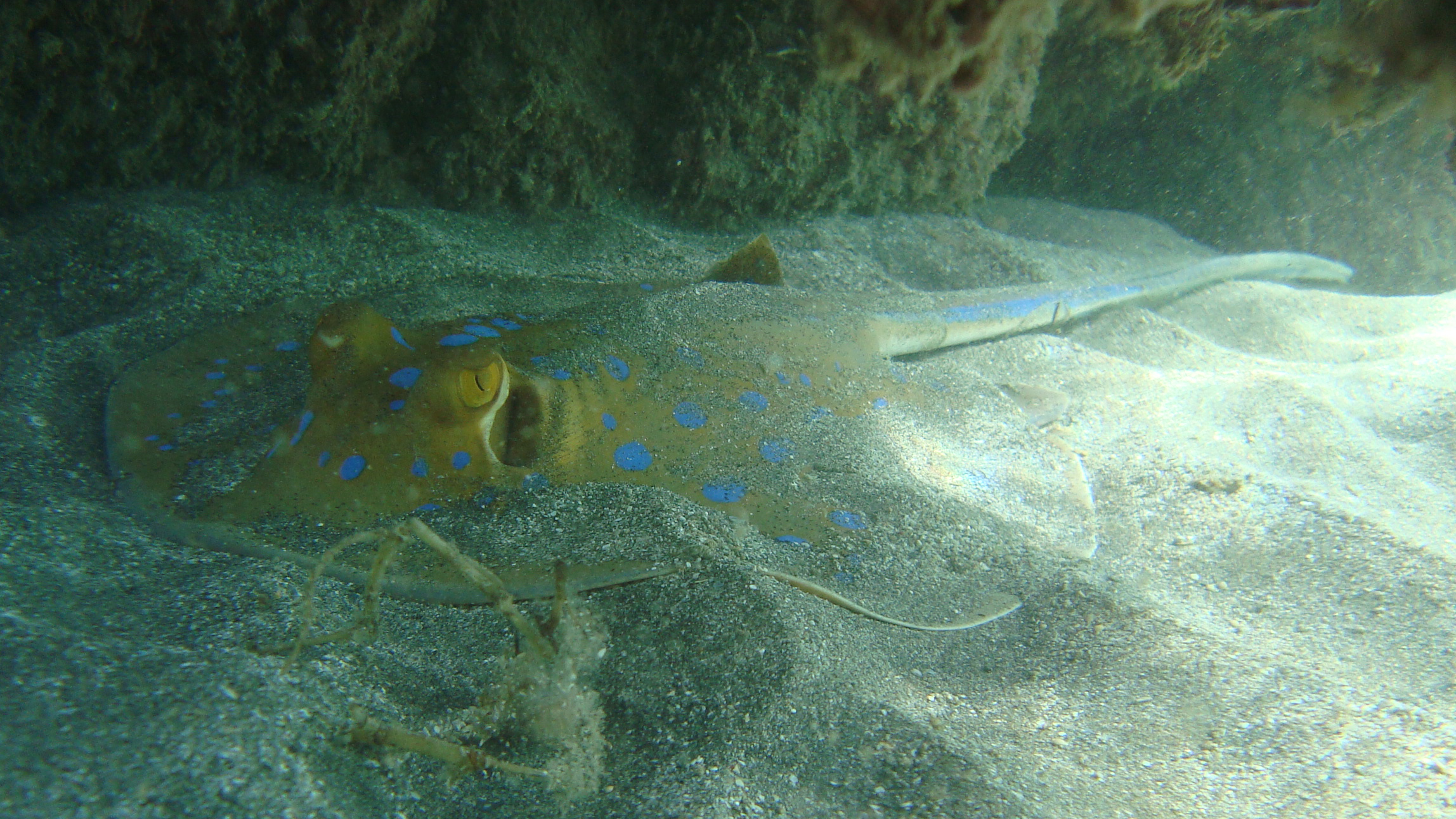
Im Sand eingegrabener Blaupunktrochen

## Blaupunktrochen und Menschen
Menschen gegenüber sind Blaupunktrochen scheu und nicht aggressiv. Unfälle mit Blaupunktrochen sind jedoch bekannt. Die Tiere liegen oft gut verborgen im Sand in Strandnähe. Treten Badende dann auf die Tiere, so verteidigen sie sich mit ihren Giftstacheln. Auch Schnorchler in sehr flachem Wasser sind gefährdet, da die Tiere den großen Umriss des Schnorchlers für einen Räuber halten können und sich dann entsprechend zu verteidigen suchen. Das Gift des Blaupunktrochens ist für Menschen nicht tödlich, wenn diese keine Allergiker sind. Der Stich ist jedoch sehr schmerzhaft. Gefahr geht von den Stacheln an sich aus, die sehr spitz und recht groß sind. Mit diesen kann der Rochen, insbesondere bei Schnorchlern im Flachwasser, auch innere Organe verletzen.

## Bedrohung
Blaupunktrochen werden als Speisefisch und auch für die Aquaristik intensiv bejagt. Dies, sowie der Verlust und die Schädigung der ihm als Lebensraum dienenden Korallenriffe führt dazu, dass sich seine Bestandssituation wahrscheinlich verschlechtert. Die Weltnaturschutzunion IUCN stellt den Blaupunktrochen in die Rote Liste gefährdeter Arten und stuft ihn als potenziell gefährdet (Near Threatened) ein.